# 청춘극장 (1993년 드라마)
《청춘극장》은 1993년 10월 23일 ~ 1994년 1월 2일에 KBS2에서 방영된 KBS 2TV 주말 드라마이다.

## 트리비아
원래 1991년 초에 방영 예정이었으나 여러 가지 사정으로 무산됐다가 2년이 흐른 뒤 1993년 10월 23일로 첫 방송되었다.
한편, 일제 강정기 젊은이들의 파란만장한 삶을 그린 탄탄한 스토리 구성 등으로 호평이 받았지만, 남자 주인공인 변영훈이 1993년 6월 헬리콥터가 한강으로 추락하는 사고로 세상을 떠난 뒤 대역으로 연재모가 투입됐지만 전체적인 작품성에는 흠집을 냈고 결국 10%대의 시청률로 저조한 성적에 그쳤으며 탤런트 박진성이 故 변영훈과 그의 대역 연재모의 목소리만을 더빙하는 성우로 나서 화제가 됐는데 4년 전 해당 작품이 기획될 당시 백영민 역 물망에 올랐으나 당시 KBS 2TV 수목 미니시리즈 《교토 25시》와 《TV 손자병법》두 작품에 겹치기 출연 중이라 스스로 포기했으며 김성령이 분한 오유경 역은 당초 김혜리가 물망에 올랐지만 같은 채널 월화드라마 《일월》 에 출연 중이었던 터라 고사했고 이로 인해 김성령은 SBS 《머나먼 쏭바강》 캐스팅 물망에 거론됐으나 스스로 포기했다.

## 등장 인물
- 변영훈 → 연재모 : 백영민 역
- 김서라 : 허운옥 역
- 김성령 : 오유경 역
- 김형일 : 장일수 역
- 김청 : 나미애 역
- 이영범 : 신성호 역
- 신구 : 백영민 부 역
- 반효정 : 백영민 모 역
- 전운 : 오유경 부 역
- 사미자 : 오유경 모 역
- 김지영
- 이대로 : 허상진 역
- 정동환 : 야마모도 선생 역
- 오승룡
- 변희봉
- 김병기
- 강영아
- 이원용 : 박준길 역
- 손호균 : 최달근 역
- 윤덕용
- 박종설
- 임혁주 : 김준혁 역
- 안광진
- 유종근
- 문창근
- 김수일
- 이일웅
- 방숙례
- 이제신
- 이원발
- 임선택
- 이종남
- 김상훈
- 양형호
- 류복녀
- 윤진호
- 전경희
- 김준모
- 김정균
- 김성희
- 정민경
- 임호
- 장덕수
- 이대원
- 故 한경선
- 조재훈
- 황덕재

## 참고 사항
- 김서라(허운옥 역)와 반효정이 호흡을 맞춘 드라마로 SBS 지평선 너머가 있는데[5] 해당 작품의 전작 연인 캐스팅 물망에 오르기도 한[6] 김혜리가 캐스팅 물망에 한때 거론되었으나 개인사정으로 고사했다.